# Access All Arenas
Albums de Justice
Audio, Video, Disco
(2011) Woman
(2016)
Access All Arenas est le deuxième album live du duo français de musique house Justice. Il est sorti le 7 mai 2013 . L'album a été enregistré dans les Arènes de Nîmes le 19 juillet 2012 .

## Sortie
Initialement, la chanson On'n'On avait été publiée sur la chaîne YouTube officielle de Justice le 26 mars 2013 comme promotion pour l'album entier . L'album est sorti sur des services de streaming tels que Spotify et sur leur site web le 2 mai 2013, ainsi que sur des supports de distribution tels que Amazon.com ou iTunes, le 7 mai 2013.

## Liste des pistes
| 1.      | Genesis              | Contient un sample de Civilization et un sample de Toccata et fugue en ré mineur de Johann Sebastian Bach                                        | 7:45 |
| 2.      | Helix                | | 4:06 |
| 3.      | Phantom              | Contient un sample de Let There Be Light et un sample de Tenebre de la bande originale Tenebrae de Goblin                                        | 4:01 |
| 4.      | Civilization         | Contient un sample de Newjack et un sample de You Make Me Wanna Wiggle des Brothers Johnson                                                      | 6:04 |
| 5.      | Canon                | Contient un sample de D.A.N.C.E. | 4:11 |
| 6.      | D.A.N.C.E.           | Contient des samples de D.A.N.C.E. (Rehearsal Version), D.A.N.C.E. (Justice Remix) et un sample de On to the Next One de Jay-Z                   | 5:58 |
| 7.      | Horsepower           | Contient un sample de DVNO | 5:24 |
| 8.      | New Lands            | Contient un sample de Stress | 4:30 |
| 9.      | Stress               | Contient un sample de Skitzo Dancer de Scenario Rock et de Stress (Auto Remix)                                                                   | 5:36 |
| 10.     | Waters of Nazareth   | Contient des samples de Waters of Nazareth (Erol Alkan's Durrr Durrr Durrrrrr Re-Edit), We Are Your Friends, Helix, Phantom Pt. II et de On'n'On | 6:53 |
| 11.     | Audio, Video, Disco. | | 9:58 |
| 12.     | Encore               | | 0:46 |
| 13.     | On'n'On              | Contient un sample de We Are Your Friends | 5:34 |
| 14.     | Phantom Pt. II       | Contient des samples de Phantom Pt. II (Soulwax Remix) et de We Are Your Friends                                                                 | 7:58 |
| 1:19:25 |                      | |      |